# Soleira (geologia)

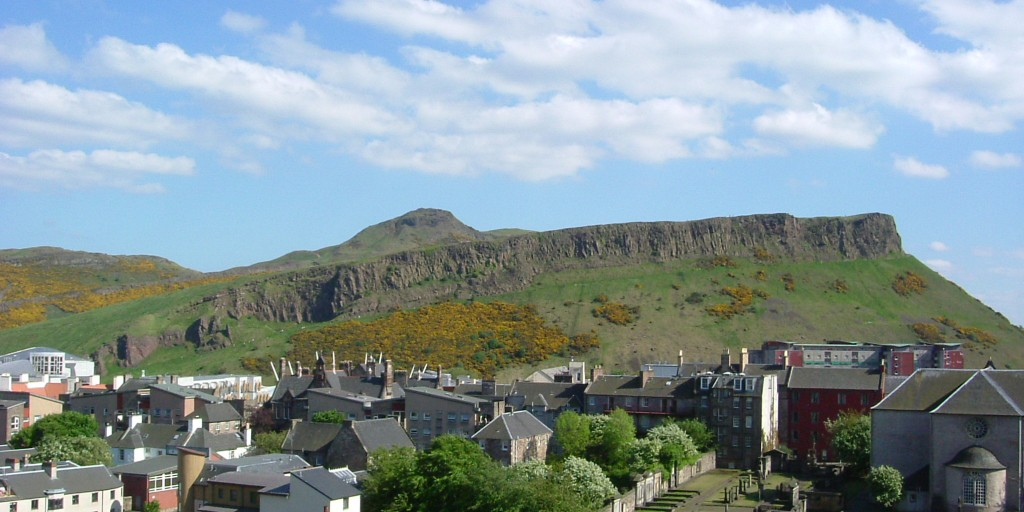
Salisbury Crags, Edimburgo,Escócia, intrusão magmática parcialmente exposta durante as eras glaciares

Soleira, em geologia, é uma massa de rocha ígnea de forma tabular, muitas vezes horizontal e que intruíu lateralmente por entre camadas mais antigas de rocha sedimentar, lava ou tufos vulcânicos ou até mesmo segundo a direcção de foliação em rochas metamórficas. 